# Heteragrion melanurum
Heteragrion melanurum là loài chuồn chuồn trong họ Megapodagrionidae. Loài này được Williamson mô tả khoa học đầu tiên năm 1919.